# La Pointe de la Hève, Sainte-Adresse
La Pointe de la Hève, Sainte-Adresse est une peinture à l'huile sur toile réalisée en 1864 par Claude Monet. Signée et datée et d'un format de 41 × 73 cm, elle est conservée à la National Gallery de Londres.

## Description
C'est une vue de la plage de Sainte-Adresse, près du Havre. On distingue à droite les falaises rocheuses et herbeuses de la rive et sa plage et, à gauche, une barque et ses rameurs ;  d'autres embarcations sont visibles sur la ligne d'horizon sous un ciel nuageux.
La signature suivie de la date réduite à « 64 » figurent en bas à gauche.

## Style
Les coups de pinceau témoignent de la minutie des efforts de Monet dans le rendu de la surface de la plage et de la mer, et de la consistance des nuages dans le ciel. La peinture est aussi une remarquable preuve de l'étude des vibrations de la lumière dans la peinture sur le motif.